# Słońsk (gmina)
Słońsk – gmina wiejska w województwie lubuskim, w powiecie sulęcińskim. W latach 1975–1998 gmina położona była w województwie gorzowskim.
Siedziba gminy to Słońsk.
Według danych z 28 lutego 2010 gminę zamieszkiwało 4958 osób.

## Ochrona przyrody
Na obszarze gminy znajdują się następujące rezerwaty przyrody:
- rezerwat przyrody Dolina Postomii – chroni naturalne ekosystemy leśne i nieleśne;
- rezerwat przyrody Lemierzyce – chroni las mieszany o charakterze naturalnym.

## Struktura powierzchni
Według danych z roku 2002 gmina Słońsk ma obszar 158,86 km², w tym:
- użytki rolne: 40%
- użytki leśne: 22%

Gmina stanowi 13,49% powierzchni powiatu.
Na terenie gminy znajduje się jezioro Radachowskie.

## Demografia

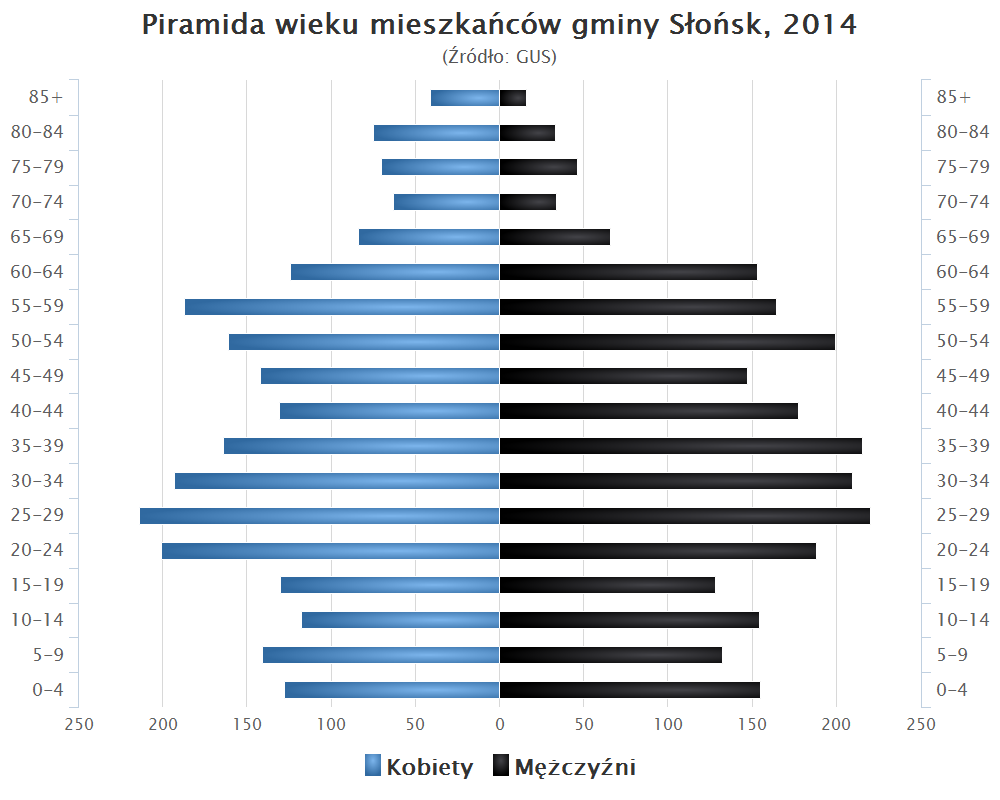
Piramida wieku mieszkańców gminy Słońsk w 2014 roku

Dane z 30 czerwca 2004:
| Opis                              | Ogółem | Ogółem | Kobiety | Kobiety | Mężczyźni | Mężczyźni |
| --------------------------------- | ------ | ------ | ------- | ------- | --------- | --------- |
| jednostka                         | osób   | %      | osób    | %       | osób      | %         |
| populacja                         | 4771   | 100    | 2388    | 50,1    | 2383      | 49,9      |
| gęstość zaludnienia (mieszk./km²) | 30     | 30     | 15      | 15      | 15        | 15        |

## Sołectwa
Budzigniew, Chartów, Głuchowo, Grodzisk, Jamno, Lemierzyce, Lemierzycko, Ownice, Polne, Przyborów, Słońsk.

## Sąsiednie gminy
Górzyca, Kostrzyn nad Odrą, Krzeszyce, Ośno Lubuskie, Witnica

## Miasta partnerskie
- Müllrose  Niemcy